# Liste des églises du Loiret
La liste des églises du Loiret vise à situer les églises du département français du Loiret (région Centre-Val de Loire).
Il est fait état des diverses protections dont elles peuvent bénéficier, et notamment les inscriptions et classements au titre des monuments historiques.

## Rattachement diocésain des églises catholiques
En ce qui concerne le culte catholique, les églises sont situées dans le diocèse d'Orléans.

## Statistiques

### Nombres
Le département du Loiret comprend 325 communes au 1er janvier 2023.
Depuis 2022, le diocèse d'Orléans compte 278 paroisses.

## Liste des églises catholiques classées par commune par ordre alphabétique
Le classement ci-après se fait par commune selon l'ordre alphabétique.
Il est fait état des diverses protections dont elles peuvent bénéficier, et notamment les inscriptions et classements au titre des monuments historiques.
| Église                                                            | Commune                     | Adresse | Coordonnées                      | Notice         | Protection | Date        | Illustration                                                      |
| ----------------------------------------------------------------- | --------------------------- | ------- | -------------------------------- | -------------- | --- | ----------- | ----------------------------------------------------------------- |
| Église Saint-Pierre d'Adon                                        | Adon                        |         | 47° 45′ 49″ nord, 2° 47′ 46″ est |                | |             | Église Saint-Pierre d'Adon                                        |
| Église Saint-Martin d'Aillant-sur-Milleron                        | Aillant-sur-Milleron        |         | 47° 47′ 32″ nord, 2° 55′ 56″ est | « IA00124330 » | |             | Église Saint-Martin d'Aillant-sur-Milleron                        |
| Église Saint-Martin d'Amilly                                      | Amilly                      |         | 47° 58′ 31″ nord, 2° 46′ 02″ est | « PA00098673 » | Inscrit MH | 1925        | Église Saint-Martin d'Amilly                                      |
| Église Saint-Firmin de Saint-Firmin des Vignes                    | Amilly                      |         | 47° 58′ 26″ nord, 2° 44′ 45″ est |                | |             | Église Saint-Firmin de Saint-Firmin des Vignes                    |
| Église Saint-Pierre d'Andonville                                  | Andonville                  |         | 48° 16′ 16″ nord, 2° 01′ 51″ est |                | |             | Église Saint-Pierre d'Andonville                                  |
| Église Saint-Pierre d'Ardon                                       | Ardon                       |         | 47° 46′ 42″ nord, 1° 52′ 25″ est | « IA00013021 » | |             | Église Saint-Pierre d'Ardon                                       |
| Église Saint-Victor d'Artenay                                     | Artenay                     |         | 48° 04′ 54″ nord, 1° 52′ 42″ est |                | |             | Église Saint-Victor d'Artenay                                     |
| Église Notre-Dame d'Aschères-le-Marché                            | Aschères-le-Marché          |         | 48° 06′ 28″ nord, 2° 00′ 32″ est | « PA00098677 » | Inscrit MH Clocher et abside | 1928        | Église Notre-Dame d'Aschères-le-Marché                            |
| Église Saint-Charles d'Ascoux                                     | Ascoux                      |         | 48° 07′ 40″ nord, 2° 15′ 07″ est | « IA45000209 » | |             | Église Saint-Charles d'Ascoux                                     |
| Église Saint-Pierre d'Attray                                      | Attray                      |         | 48° 07′ 19″ nord, 2° 06′ 43″ est |                | |             | Église Saint-Pierre d'Attray                                      |
| Église Saint-Sulpice d'Audeville                                  | Audeville                   |         | 48° 16′ 41″ nord, 2° 14′ 20″ est | « PA00098679 » | Inscrit MH Chœur | 1931        | Église Saint-Sulpice d'Audeville                                  |
| Église Saint-Pierre-et-Saint-Paul d'Augerville-la-Rivière         | Augerville-la-Rivière       |         | 48° 15′ 12″ nord, 2° 26′ 14″ est |                | |             | Image manquante Téléverser                                        |
| Église Saint-Denis de Villereau                                   | Aulnay-la-Rivière           |         | 48° 12′ 15″ nord, 2° 24′ 29″ est |                | |             | Image manquante Téléverser                                        |
| Église Saint-Martin d'Aulnay-la-Rivière                           | Aulnay-la-Rivière           |         | 48° 11′ 42″ nord, 2° 22′ 38″ est |                | |             | Église Saint-Martin d'Aulnay-la-Rivière                           |
| Église Saint-Pierre d'Autruy-sur-Juine                            | Autruy-sur-Juine            |         | 48° 16′ 32″ nord, 2° 05′ 58″ est |                | |             | Église Saint-Pierre d'Autruy-sur-Juine                            |
| Église Saint-Étienne d'Autry-le-Châtel                            | Autry-le-Châtel             |         | 47° 35′ 52″ nord, 2° 36′ 06″ est |                | |             | Église Saint-Étienne d'Autry-le-Châtel                            |
| Église Saint-Laurent d'Auvilliers-en-Gâtinais                     | Auvilliers-en-Gâtinais      |         | 47° 57′ 50″ nord, 2° 29′ 57″ est | « PA00098683 » | Inscrit MH | 1988        | Église Saint-Laurent d'Auvilliers-en-Gâtinais                     |
| Église Saint-Martin d'Auxy                                        | Auxy                        |         | 48° 07′ 07″ nord, 2° 28′ 28″ est | « PA00098684 » | Inscrit MH | 1928        | Église Saint-Martin d'Auxy                                        |
| Église Saint-Quentin de Baccon                                    | Baccon                      |         | 47° 53′ 28″ nord, 1° 37′ 42″ est |                | |             | Église Saint-Quentin de Baccon                                    |
| Église Saint-Denis de Barville-en-Gâtinais                        | Barville-en-Gâtinais        |         | 48° 06′ 45″ nord, 2° 24′ 07″ est | « IA00013655 » | |             | Église Saint-Denis de Barville-en-Gâtinais                        |
| Église Saint-Martin de Batilly-en-Gâtinais                        | Batilly-en-Gâtinais         |         | 48° 04′ 20″ nord, 2° 22′ 51″ est | « PA00098688 » | Inscrit MH | 1928        | Église Saint-Martin de Batilly-en-Gâtinais                        |
| Église Saint-Martin de Batilly-en-Puisaye                         | Batilly-en-Puisaye          |         | 47° 36′ 43″ nord, 2° 53′ 00″ est |                | |             | Église Saint-Martin de Batilly-en-Puisaye                         |
| Église Saint-Aignan de Baule                                      | Baule                       |         | 47° 48′ 39″ nord, 1° 40′ 15″ est | « IA45000058 » | |             | Église Saint-Aignan de Baule                                      |
| Église Notre-Dame de Bazoches-les-Gallerandes                     | Bazoches-les-Gallerandes    |         | 48° 09′ 41″ nord, 2° 02′ 38″ est | « PA00098689 » | Inscrit MH | 1928        | Église Notre-Dame de Bazoches-les-Gallerandes                     |
| Église Saint-Christophe d'Izy                                     | Bazoches-les-Gallerandes    |         | 48° 08′ 37″ nord, 2° 04′ 44″ est |                | |             | Image manquante Téléverser                                        |
| Église Saint-Eutrope-et-Sainte-Madeleine de Bazoches-sur-le-Betz  | Bazoches-sur-le-Betz        |         | 48° 08′ 01″ nord, 2° 59′ 16″ est |                | |             | Église Saint-Eutrope-et-Sainte-Madeleine de Bazoches-sur-le-Betz  |
| Église Saint-Pierre-et-Saint-Sébastien de Beauchamps-sur-Huillard | Beauchamps-sur-Huillard     |         | 47° 56′ 13″ nord, 2° 27′ 11″ est |                | |             | Image manquante Téléverser                                        |
| Église Saint-Étienne de Beaugency                                 | Beaugency                   |         | 47° 46′ 39″ nord, 1° 37′ 46″ est | « PA00098692 » | Classé MH | 1840        | Église Saint-Étienne de Beaugency                                 |
| Église Notre-Dame de Beaugency                                    | Beaugency                   |         | 47° 46′ 39″ nord, 1° 37′ 49″ est | « PA00098691 » | Classé MH | 1862        | Église Notre-Dame de Beaugency                                    |
| Église Saint-Claude de Vernon                                     | Beaugency                   |         | 47° 47′ 53″ nord, 1° 37′ 29″ est | « IA45000126 » | |             | Image manquante Téléverser                                        |
| Église Saint-Étienne de Beaulieu-sur-Loire                        | Beaulieu-sur-Loire          |         | 47° 32′ 36″ nord, 2° 49′ 03″ est | « PA00098706 » | Inscrit MH | 1986        | Église Saint-Étienne de Beaulieu-sur-Loire                        |
| Église Saint-Martin de Beaune-la-Rolande                          | Beaune-la-Rolande           |         | 48° 04′ 11″ nord, 2° 25′ 47″ est | « PA00098708 » | Classé MH Eglise et crypte | 1911        | Église Saint-Martin de Beaune-la-Rolande                          |
| Église Notre-Dame de Bellegarde                                   | Bellegarde                  |         | 47° 59′ 18″ nord, 2° 26′ 38″ est | « PA00098710 » | Classé MH Pignon ; Inscrit MH Eglise (à l'exception du pignon classé) | 1889 ; 1929 | Église Notre-Dame de Bellegarde                                   |
| Église Saint-Pierre-ès-Liens de Boigny-sur-Bionne                 | Boigny-sur-Bionne           |         | 47° 55′ 22″ nord, 2° 00′ 29″ est |                | |             | Église Saint-Pierre-ès-Liens de Boigny-sur-Bionne                 |
| Église Notre-Dame de Boiscommun                                   | Boiscommun                  |         | 48° 02′ 16″ nord, 2° 23′ 04″ est | « PA00098713 » | Classé MH | 1886        | Église Notre-Dame de Boiscommun                                   |
| Église Saint-Aignan de Chemault                                   | Boiscommun                  |         | 48° 02′ 47″ nord, 2° 20′ 56″ est | « IA00013717 » | |             | Image manquante Téléverser                                        |
| Église Saint-Vrain de Boismorand                                  | Boismorand                  |         | 47° 47′ 12″ nord, 2° 43′ 07″ est | « PA00098714 » | Inscrit MH Chœur | 1931        | Église Saint-Vrain de Boismorand                                  |
| Église Saint-Martin de Boisseaux                                  | Boisseaux                   |         | 48° 15′ 24″ nord, 1° 59′ 17″ est |                | |             | Église Saint-Martin de Boisseaux                                  |
| Église Saint-Martin-le-Seul de Bondaroy                           | Bondaroy                    |         | 48° 10′ 24″ nord, 2° 17′ 33″ est | « PA00098715 » | Inscrit MH | 1968        | Église Saint-Martin-le-Seul de Bondaroy                           |
| Église Saint-Aignan de Bondaroy                                   | Bondaroy                    |         | 48° 10′ 32″ nord, 2° 16′ 13″ est | « IA45000206 » | |             | Église Saint-Aignan de Bondaroy                                   |
| Église Saint-Aignan de Bonny-sur-Loire                            | Bonny-sur-Loire             |         | 47° 33′ 37″ nord, 2° 50′ 27″ est | « PA00098717 » | Classé MH | 1984        | Église Saint-Aignan de Bonny-sur-Loire                            |
| Église Saint-Martin de Bonnée                                     | Bonnée                      |         | 47° 47′ 49″ nord, 2° 23′ 02″ est |                | |             | Église Saint-Martin de Bonnée                                     |
| Église Sainte-Anne de Bordeaux-en-Gâtinais                        | Bordeaux-en-Gâtinais        |         | 48° 05′ 56″ nord, 2° 31′ 34″ est | « IA00013702 » | |             | Église Sainte-Anne de Bordeaux-en-Gâtinais                        |
| Église Saint-Georges de Bou                                       | Bou                         |         | 47° 52′ 28″ nord, 2° 02′ 48″ est | « PA00098718 » | Classé MH Clocher et chœur ; Inscrit MH Nef et bas-côtés | 1922 ; 1935 | Église Saint-Georges de Bou                                       |
| Église Saint-Sulpice de Bougy-lez-Neuville                        | Bougy-lez-Neuville          |         | 48° 02′ 23″ nord, 2° 01′ 35″ est | « PA00098719 » | Inscrit MH Porche | 1926        | Image manquante Téléverser                                        |
| Église Saint-Martin-de-Tours de Bouilly-en-Gâtinais               | Bouilly-en-Gâtinais         |         | 48° 05′ 45″ nord, 2° 17′ 10″ est | « IA45000220 » | |             | Église Saint-Martin-de-Tours de Bouilly-en-Gâtinais               |
| Église Saint-Aignan de Boulay-les-Barres                          | Boulay-les-Barres           |         | 47° 58′ 49″ nord, 1° 46′ 57″ est |                | |             | Image manquante Téléverser                                        |
| Église Saint-Laurent de Bouzonville-aux-Bois                      | Bouzonville-aux-Bois        |         | 48° 06′ 11″ nord, 2° 14′ 05″ est | « IA45000217 » | |             | Église Saint-Laurent de Bouzonville-aux-Bois                      |
| Église du monastère Notre-Dame de Bouzy-la-Forêt                  | Bouzy-la-Forêt              |         | 47° 50′ 44″ nord, 2° 23′ 40″ est |                | |             | Église du monastère Notre-Dame de Bouzy-la-Forêt                  |
| Église Saint-Martin de Bouzy-la-Forêt                             | Bouzy-la-Forêt              |         | 47° 51′ 03″ nord, 2° 22′ 36″ est |                | |             | Image manquante Téléverser                                        |
| Église Saint-Pierre de Boynes                                     | Boynes                      |         | 48° 07′ 13″ nord, 2° 21′ 34″ est | « PA00098721 » | Classé MH | 1921        | Église Saint-Pierre de Boynes                                     |
| Église Saint-Germain de Boësses                                   | Boësses                     |         | 48° 09′ 11″ nord, 2° 26′ 54″ est | « PA00098711 » | Classé MH | 1956        | Église Saint-Germain de Boësses                                   |
| Église Saint-Aignan de Saint-Aignan-des-Gués                      | Bray-Saint-Aignan           |         | 47° 50′ 25″ nord, 2° 19′ 11″ est |                | |             | Image manquante Téléverser                                        |
| Église Saint-Jacques-le-Majeur de Bray-Saint-Aignan               | Bray-Saint-Aignan           |         | 47° 49′ 45″ nord, 2° 22′ 00″ est |                | |             | Église Saint-Jacques-le-Majeur de Bray-Saint-Aignan               |
| Église Saint-Pierre-et-Saint-Blaise de Breteau                    | Breteau                     |         | 47° 40′ 57″ nord, 2° 53′ 37″ est |                | |             | Église Saint-Pierre-et-Saint-Blaise de Breteau                    |
| Église Saint-Étienne de Briare                                    | Briare                      |         | 47° 37′ 58″ nord, 2° 44′ 20″ est | « PA00098722 » | Inscrit MH | 1987        | Église Saint-Étienne de Briare                                    |
| Église Saint-Étienne de Briarres-sur-Essonne                      | Briarres-sur-Essonne        |         | 48° 13′ 42″ nord, 2° 25′ 38″ est | « PA00098724 » | Inscrit MH Clocher et chœur | 1926        | Église Saint-Étienne de Briarres-sur-Essonne                      |
| Église Saint-Sulpice de Bricy                                     | Bricy                       |         | 48° 00′ 03″ nord, 1° 46′ 42″ est |                | |             | Image manquante Téléverser                                        |
| Église Saint-Loup de Bromeilles                                   | Bromeilles                  |         | 48° 11′ 10″ nord, 2° 29′ 46″ est | « PA00098725 » | Classé MH | 1913        | Église Saint-Loup de Bromeilles                                   |
| Église Saint-Liphard de Bucy-Saint-Liphard                        | Bucy-Saint-Liphard          |         | 47° 56′ 08″ nord, 1° 45′ 54″ est |                | |             | Église Saint-Liphard de Bucy-Saint-Liphard                        |
| Église Saint-Blaise-Saint-Pierre de Bucy-le-Roi                   | Bucy-le-Roi                 |         | 48° 03′ 33″ nord, 1° 55′ 04″ est |                | |             | Image manquante Téléverser                                        |
| Église Saint-Loup de Cepoy                                        | Cepoy                       |         | 48° 02′ 46″ nord, 2° 44′ 18″ est | « PA00098727 » | Inscrit MH | 1981        | Église Saint-Loup de Cepoy                                        |
| Église Saint-Martin de Cercottes                                  | Cercottes                   |         | 47° 59′ 10″ nord, 1° 52′ 57″ est |                | |             | Église Saint-Martin de Cercottes                                  |
| Église Sainte-Marguerite de Cerdon                                | Cerdon                      |         | 47° 38′ 11″ nord, 2° 21′ 48″ est | « PA00098729 » | Inscrit MH | 1931        | Église Sainte-Marguerite de Cerdon                                |
| Église Saint-Martin de Cernoy-en-Berry                            | Cernoy-en-Berry             |         | 47° 32′ 24″ nord, 2° 39′ 38″ est |                | |             | Église Saint-Martin de Cernoy-en-Berry                            |
| Église Saint-Pierre-Saint-Paul de Chailly-en-Gâtinais             | Chailly-en-Gâtinais         |         | 47° 56′ 54″ nord, 2° 32′ 37″ est |                | |             | Église Saint-Pierre-Saint-Paul de Chailly-en-Gâtinais             |
| Église Saint-Symphorien de Chaingy                                | Chaingy                     |         | 47° 53′ 01″ nord, 1° 46′ 18″ est |                | |             | Église Saint-Symphorien de Chaingy                                |
| Église Saint-Étienne de Chambon-la-Forêt                          | Chambon-la-Forêt            |         | 48° 03′ 27″ nord, 2° 17′ 50″ est | « IA00013705 » | |             | Image manquante Téléverser                                        |
| Église Saint-Roch de Champoulet                                   | Champoulet                  |         | 47° 39′ 30″ nord, 2° 55′ 12″ est |                | |             | Église Saint-Roch de Champoulet                                   |
| Église Saint-Remi de Chanteau                                     | Chanteau                    |         | 47° 57′ 57″ nord, 1° 58′ 19″ est |                | |             | Église Saint-Remi de Chanteau                                     |
| Église Saint-Denis de Chantecoq                                   | Chantecoq                   |         | 48° 03′ 11″ nord, 2° 57′ 29″ est |                | |             | Église Saint-Denis de Chantecoq                                   |
| Église Notre-Dame de Chapelon                                     | Chapelon                    |         | 48° 02′ 13″ nord, 2° 34′ 43″ est |                | |             | Église Notre-Dame de Chapelon                                     |
| Église Notre-Dame de Charmont-en-Beauce                           | Charmont-en-Beauce          |         | 48° 13′ 54″ nord, 2° 06′ 20″ est |                | |             | Église Notre-Dame de Charmont-en-Beauce                           |
| Église Saint-Martin-et-Saint-Loup de Charsonville                 | Charsonville                |         | 47° 55′ 42″ nord, 1° 34′ 54″ est |                | |             | Église Saint-Martin-et-Saint-Loup de Charsonville                 |
| Église Saint-Fiacre de Spuis                                      | Chaussy                     |         | 48° 09′ 17″ nord, 2° 00′ 07″ est |                | |             | Image manquante Téléverser                                        |
| Église Saint-Sulpice de Chevannes                                 | Chevannes                   |         | 48° 08′ 05″ nord, 2° 51′ 38″ est |                | |             | Église Saint-Sulpice de Chevannes                                 |
| Église Saint-Martin de Chevillon-sur-Huillard                     | Chevillon-sur-Huillard      |         | 47° 57′ 44″ nord, 2° 37′ 32″ est |                | |             | Image manquante Téléverser                                        |
| Église Saint-Germain de Chevilly                                  | Chevilly                    |         | 48° 01′ 36″ nord, 1° 52′ 27″ est |                | |             | Église Saint-Germain de Chevilly                                  |
| Église Saint-Jean-Baptiste de Chevry-sous-le-Bignon               | Chevry-sous-le-Bignon       |         | 48° 08′ 26″ nord, 2° 53′ 55″ est | « PA00098752 » | Inscrit MH | 1950        | Église Saint-Jean-Baptiste de Chevry-sous-le-Bignon               |
| Église Saint-Pierre de Chilleurs-aux-Bois                         | Chilleurs-aux-Bois          |         | 48° 04′ 19″ nord, 2° 08′ 09″ est | « PA00098754 » | Inscrit MH | 1925        | Église Saint-Pierre de Chilleurs-aux-Bois                         |
| Église de Gallerand                                               | Chilleurs-aux-Bois          |         | 48° 03′ 22″ nord, 2° 10′ 55″ est | « IA45000336 » | |             | Image manquante Téléverser                                        |
| Église Saint-Étienne de Chuelles                                  | Chuelles                    |         | 48° 00′ 12″ nord, 2° 57′ 59″ est |                | |             | Église Saint-Étienne de Chuelles                                  |
| Église Notre-Dame-de-Compassion de Châlette-sur-Loing             | Châlette-sur-Loing          |         | 48° 00′ 48″ nord, 2° 43′ 50″ est |                | |             | Église Notre-Dame-de-Compassion de Châlette-sur-Loing             |
| Église Sainte-Thérèse de Vésines                                  | Châlette-sur-Loing          |         | 48° 01′ 02″ nord, 2° 42′ 51″ est |                | |             | Église Sainte-Thérèse de Vésines                                  |
| Église Saint-Étienne de Château-Renard                            | Château-Renard              |         | 47° 55′ 54″ nord, 2° 55′ 33″ est | « PA00098741 » | Classé MH Clocher et porte principale | 1914        | Église Saint-Étienne de Château-Renard                            |
| Église Saint-Martial de Châteauneuf-sur-Loire                     | Châteauneuf-sur-Loire       |         | 47° 51′ 50″ nord, 2° 13′ 11″ est | « PA00098738 » | Classé MH | 1862        | Église Saint-Martial de Châteauneuf-sur-Loire                     |
| Église Saint-Loup de Châtenoy                                     | Châtenoy                    |         | 47° 55′ 06″ nord, 2° 23′ 48″ est |                | |             | Église Saint-Loup de Châtenoy                                     |
| Église Saint-Pierre de Châtillon-Coligny                          | Châtillon-Coligny           |         | 47° 49′ 21″ nord, 2° 50′ 50″ est | « PA00098745 » | Inscrit MH | 1929        | Église Saint-Pierre de Châtillon-Coligny                          |
| Église Saint-Maurice-et-Saint-Posen de Châtillon-sur-Loire        | Châtillon-sur-Loire         |         | 47° 35′ 23″ nord, 2° 45′ 00″ est |                | |             | Église Saint-Maurice-et-Saint-Posen de Châtillon-sur-Loire        |
| Église Saint-Pierre de Chécy                                      | Chécy                       |         | 47° 53′ 30″ nord, 2° 01′ 29″ est | « PA00098749 » | Classé MH | 1908        | Église Saint-Pierre de Chécy                                      |
| Basilique Notre-Dame de Cléry                                     | Cléry-Saint-André           |         | 47° 49′ 13″ nord, 1° 45′ 19″ est | « PA00098755 » | Classé MH | 1840        | Basilique Notre-Dame de Cléry                                     |
| Église Saint-Martin de Coinces                                    | Coinces                     |         | 48° 00′ 37″ nord, 1° 44′ 21″ est |                | |             | Image manquante Téléverser                                        |
| Église Saint-Symphorien de Combleux                               | Combleux                    |         | 47° 54′ 02″ nord, 1° 59′ 04″ est |                | |             | Église Saint-Symphorien de Combleux                               |
| Église Saint-Pierre de Combreux                                   | Combreux                    |         | 47° 57′ 20″ nord, 2° 18′ 18″ est |                | |             | Église Saint-Pierre de Combreux                                   |
| Église Saint-Pierre-ès-Liens de Conflans-sur-Loing                | Conflans-sur-Loing          |         | 47° 57′ 10″ nord, 2° 47′ 15″ est |                | |             | Église Saint-Pierre-ès-Liens de Conflans-sur-Loing                |
| Église Saint-Germain de Corbeilles                                | Corbeilles                  |         | 48° 04′ 20″ nord, 2° 32′ 57″ est |                | |             | Église Saint-Germain de Corbeilles                                |
| Église gréco-catholique ukrainienne Sainte-Olga de la Folie       | Corquilleroy                |         | 48° 01′ 24″ nord, 2° 42′ 34″ est |                | |             | Image manquante Téléverser                                        |
| Église Saint-Martin de Corquilleroy                               | Corquilleroy                |         | 48° 02′ 42″ nord, 2° 41′ 52″ est |                | |             | Église Saint-Martin de Corquilleroy                               |
| Église Saint-Martin de Cortrat                                    | Cortrat                     |         | 47° 53′ 47″ nord, 2° 45′ 56″ est | « PA00098758 » | Classé MH Porte d'entrée ; Inscrit MH Eglise (à l'exclusion du portail classé)                                                                                                   | 1923 ; 1972 | Église Saint-Martin de Cortrat                                    |
| Église Saint-Fiacre de Coudroy                                    | Coudroy                     |         | 47° 54′ 21″ nord, 2° 28′ 13″ est |                | |             | Église Saint-Fiacre de Coudroy                                    |
| Église Saint-Étienne de Coullons                                  | Coullons                    |         | 47° 37′ 18″ nord, 2° 29′ 32″ est |                | |             | Église Saint-Étienne de Coullons                                  |
| Église Saint-Aignan-et-Saint-Martin de Coulmiers                  | Coulmiers                   |         | 47° 55′ 55″ nord, 1° 39′ 46″ est |                | |             | Église Saint-Aignan-et-Saint-Martin de Coulmiers                  |
| Église Saint-Jacques-le-Majeur de Courcelles                      | Courcelles-le-Roi           |         | 48° 05′ 51″ nord, 2° 18′ 59″ est | « PA00099045 » | Inscrit MH Eglise, chœur inachevé et chapelle Saint-Hubert | 1991        | Église Saint-Jacques-le-Majeur de Courcelles                      |
| Église Saint-Prix-et-Saint-Loup de Courcy-aux-Loges               | Courcy-aux-Loges            |         | 48° 03′ 55″ nord, 2° 13′ 11″ est | « IA45000316 » | |             | Église Saint-Prix-et-Saint-Loup de Courcy-aux-Loges               |
| Église Saint-Martin de Courtemaux                                 | Courtemaux                  |         | 48° 03′ 03″ nord, 2° 56′ 11″ est |                | |             | Église Saint-Martin de Courtemaux                                 |
| Église Saint-Pierre-et-Saint-Blaise de Courtempierre              | Courtempierre               |         | 48° 06′ 09″ nord, 2° 36′ 49″ est |                | |             | Image manquante Téléverser                                        |
| Église Saint-Pierre-et-Saint-Paul de Courtenay                    | Courtenay                   |         | 48° 02′ 32″ nord, 3° 03′ 44″ est | « PA00098760 » | Classé MH | 1911        | Église Saint-Pierre-et-Saint-Paul de Courtenay                    |
| Église Saint-Martin de Cravant                                    | Cravant                     |         | 47° 49′ 43″ nord, 1° 34′ 25″ est | « IA45000096 » | |             | Église Saint-Martin de Cravant                                    |
| Église Saint-Benoît-et-Sainte-Candide de Teillay-Saint-Benoît     | Crottes-en-Pithiverais      |         | 48° 06′ 28″ nord, 2° 04′ 09″ est |                | |             | Image manquante Téléverser                                        |
| Église Saint-Pierre-et-Sainte-Philomène de Crottes-en-Pithiverais | Crottes-en-Pithiverais      |         | 48° 07′ 28″ nord, 2° 03′ 55″ est |                | |             | Église Saint-Pierre-et-Sainte-Philomène de Crottes-en-Pithiverais |
| Église Sainte-Madeleine-Saint-Sébastien de Césarville             | Césarville-Dossainville     |         | 48° 15′ 41″ nord, 2° 16′ 28″ est |                | |             | Image manquante Téléverser                                        |
| Église Saint-Martin de Dossainville                               | Césarville-Dossainville     |         | 48° 15′ 18″ nord, 2° 16′ 17″ est |                | |             | Image manquante Téléverser                                        |
| Église Saint-Denis de Dadonville                                  | Dadonville                  |         | 48° 09′ 31″ nord, 2° 16′ 19″ est | « IA45000210 » | |             | Église Saint-Denis de Dadonville                                  |
| Église Sainte-Marie-Madeleine de Dammarie-en-Puisaye              | Dammarie-en-Puisaye         |         | 47° 37′ 38″ nord, 2° 52′ 23″ est |                | |             | Église Sainte-Marie-Madeleine de Dammarie-en-Puisaye              |
| Église Notre-Dame de Dammarie-sur-Loing                           | Dammarie-sur-Loing          |         | 47° 47′ 02″ nord, 2° 52′ 50″ est | « IA00124227 » | |             | Église Notre-Dame de Dammarie-sur-Loing                           |
| Église Saint-Pierre de Dampierre-en-Burly                         | Dampierre-en-Burly          |         | 47° 45′ 42″ nord, 2° 31′ 03″ est |                | |             | Église Saint-Pierre de Dampierre-en-Burly                         |
| Église Saint-André de Darvoy                                      | Darvoy                      |         | 47° 51′ 50″ nord, 2° 05′ 47″ est | « IA00013468 » | |             | Église Saint-André de Darvoy                                      |
| Église Saint-Étienne de Desmonts                                  | Desmonts                    |         | 48° 13′ 35″ nord, 2° 29′ 54″ est |                | |             | Église Saint-Étienne de Desmonts                                  |
| Église Saint-Blaise de Dimancheville                              | Dimancheville               |         | 48° 14′ 10″ nord, 2° 26′ 02″ est | « PA45000025 » | Inscrit MH | 2005        | Église Saint-Blaise de Dimancheville                              |
| Église Saint-Étienne de Donnery                                   | Donnery                     |         | 47° 54′ 55″ nord, 2° 06′ 08″ est | « PA00098765 » | Inscrit MH | 1925        | Église Saint-Étienne de Donnery                                   |
| Église Saint-Étienne de Dordives                                  | Dordives                    |         | 48° 09′ 04″ nord, 2° 46′ 39″ est |                | |             | Église Saint-Étienne de Dordives                                  |
| Église Saint-Jean-Baptiste-et-Saint-Loup de Douchy-Montcorbon     | Douchy-Montcorbon           |         | 47° 56′ 38″ nord, 3° 03′ 14″ est |                | |             | Église Saint-Jean-Baptiste-et-Saint-Loup de Douchy-Montcorbon     |
| Église Saint-Saturnin de Montcorbon                               | Douchy-Montcorbon           |         | 47° 58′ 09″ nord, 3° 04′ 15″ est |                | |             | Image manquante Téléverser                                        |
| Église Notre-Dame de Dry                                          | Dry                         |         | 47° 47′ 52″ nord, 1° 42′ 54″ est | « IA00013235 » | |             | Église Notre-Dame de Dry                                          |
| Église Saint-Denis d'Engenville                                   | Engenville                  |         | 48° 14′ 17″ nord, 2° 14′ 46″ est |                | |             | Image manquante Téléverser                                        |
| Église Saint-Germain d'Erceville                                  | Erceville                   |         | 48° 14′ 19″ nord, 2° 02′ 09″ est |                | |             | Église Saint-Germain d'Erceville                                  |
| Église Saint-Jean-Baptiste d'Ervauville                           | Ervauville                  |         | 48° 05′ 21″ nord, 2° 58′ 56″ est |                | |             | Église Saint-Jean-Baptiste d'Ervauville                           |
| Église Saint-Lubin d'Escrennes                                    | Escrennes                   |         | 48° 08′ 06″ nord, 2° 11′ 25″ est | « PA00098769 » | Inscrit MH | 1928        | Église Saint-Lubin d'Escrennes                                    |
| Église Notre-Dame d'Escrignelles                                  | Escrignelles                |         | 47° 42′ 54″ nord, 2° 49′ 18″ est |                | |             | Église Notre-Dame d'Escrignelles                                  |
| Église Saint-Martin-et-Saint-Grégoire-de-Nicopolis d'Estouy       | Estouy                      |         | 48° 11′ 12″ nord, 2° 19′ 34″ est | « IA45000221 » | |             | Église Saint-Martin-et-Saint-Grégoire-de-Nicopolis d'Estouy       |
| Église Saint-Antoine de Faverelles                                | Faverelles                  |         | 47° 34′ 32″ nord, 2° 55′ 56″ est |                | |             | Église Saint-Antoine de Faverelles                                |
| Église Notre-Dame de Fay-aux-Loges                                | Fay-aux-Loges               |         | 47° 55′ 40″ nord, 2° 08′ 20″ est | « PA00098770 » | Classé MH | 1923        | Église Notre-Dame de Fay-aux-Loges                                |
| Église Saint-Sulpice de Feins-en-Gâtinais                         | Feins-en-Gâtinais           |         | 47° 44′ 48″ nord, 2° 50′ 26″ est |                | |             | Église Saint-Sulpice de Feins-en-Gâtinais                         |
| Abbatiale Saint-Pierre-et-Saint-Paul de Ferrières                 | Ferrières-en-Gâtinais       |         | 48° 05′ 26″ nord, 2° 47′ 22″ est | « PA00098775 » | Classé MH | 1840        | Abbatiale Saint-Pierre-et-Saint-Paul de Ferrières                 |
| Église Notre-Dame-de-Bethléem de Ferrières-en-Gâtinais            | Ferrières-en-Gâtinais       |         | 48° 05′ 25″ nord, 2° 47′ 19″ est |                | |             | Église Notre-Dame-de-Bethléem de Ferrières-en-Gâtinais            |
| Église Saint-André de Fleury-les-Aubrais                          | Fleury-les-Aubrais          |         | 47° 55′ 52″ nord, 1° 55′ 15″ est |                | |             | Église Saint-André de Fleury-les-Aubrais                          |
| Église Saint-Victorin de Fontenay-sur-Loing                       | Fontenay-sur-Loing          |         | 48° 06′ 15″ nord, 2° 46′ 28″ est |                | |             | Église Saint-Victorin de Fontenay-sur-Loing                       |
| Église Saint-Antoine-et-Saint-Genet de Foucherolles               | Foucherolles                |         | 48° 05′ 35″ nord, 3° 00′ 46″ est |                | |             | Église Saint-Antoine-et-Saint-Genet de Foucherolles               |
| Église Saint-Martial de Fréville-du-Gâtinais                      | Fréville-du-Gâtinais        |         | 48° 01′ 26″ nord, 2° 26′ 36″ est | « PA00098781 » | Inscrit MH | 1931        | Église Saint-Martial de Fréville-du-Gâtinais                      |
| Église Saint-Pierre de Férolles                                   | Férolles                    |         | 47° 50′ 07″ nord, 2° 06′ 40″ est | « IA00013478 » | |             | Église Saint-Pierre de Férolles                                   |
| Église Saint-Aubin de Gaubertin                                   | Gaubertin                   |         | 48° 07′ 18″ nord, 2° 26′ 02″ est | « PA00098782 » | Inscrit MH | 1931        | Église Saint-Aubin de Gaubertin                                   |
| Église de la Très-Sainte-Trinité de Germigny-des-Prés             | Germigny-des-Prés           |         | 47° 50′ 46″ nord, 2° 16′ 00″ est | « PA00098783 » | Classé MH | 1840        | Église de la Très-Sainte-Trinité de Germigny-des-Prés             |
| Église Saint-Sulpice de Gidy                                      | Gidy                        |         | 47° 59′ 09″ nord, 1° 50′ 31″ est |                | |             | Église Saint-Sulpice de Gidy                                      |
| Église Sainte-Jeanne-d'Arc de Gien                                | Gien                        |         | 47° 41′ 07″ nord, 2° 37′ 52″ est | « PA00098785 » | Inscrit MH Le clocher ; Inscrit MH L'église paroissiale, à l'exception du clocher                                                                                                | 1940 ; 2001 | Église Sainte-Jeanne-d'Arc de Gien                                |
| Église Saint-Jean-Baptiste d'Arrabloy                             | Gien                        |         | 47° 42′ 11″ nord, 2° 42′ 39″ est |                | |             | Église Saint-Jean-Baptiste d'Arrabloy                             |
| Église Notre-Dame de Girolles                                     | Girolles                    |         | 48° 03′ 41″ nord, 2° 42′ 58″ est | « PA00098788 » | Inscrit MH | 1925        | Église Notre-Dame de Girolles                                     |
| Église Saint-Aignan-et-Saint-Roch de Givraines                    | Givraines                   |         | 48° 08′ 56″ nord, 2° 22′ 05″ est | « IA45000207 » | |             | Église Saint-Aignan-et-Saint-Roch de Givraines                    |
| Église Saint-Loup de Gondreville                                  | Gondreville                 |         | 48° 03′ 06″ nord, 2° 39′ 17″ est |                | |             | Image manquante Téléverser                                        |
| Église Saint-Georges de Grangermont                               | Grangermont                 |         | 48° 11′ 23″ nord, 2° 25′ 27″ est |                | |             | Image manquante Téléverser                                        |
| Église Saint-Pierre-ès-Liens de Greneville                        | Greneville-en-Beauce        |         | 48° 10′ 54″ nord, 2° 06′ 46″ est | « PA00098789 » | Inscrit MH Chœur | 1931        | Église Saint-Pierre-ès-Liens de Greneville                        |
| Église Saint-Félix de Guignonville                                | Greneville-en-Beauce        |         | 48° 11′ 37″ nord, 2° 06′ 52″ est | « PA00098790 » | Inscrit MH Clocher | 1925        | Église Saint-Félix de Guignonville                                |
| Église Saint-Aignan-et-Saint-Jean-Baptiste de Griselles           | Griselles                   |         | 48° 04′ 40″ nord, 2° 49′ 41″ est |                | |             | Église Saint-Aignan-et-Saint-Jean-Baptiste de Griselles           |
| Église Saint-Hilaire de Guigneville                               | Guigneville                 |         | 48° 12′ 21″ nord, 2° 10′ 41″ est | « PA00098792 » | Inscrit MH | 1928        | Église Saint-Hilaire de Guigneville                               |
| Église Saint-Sulpice de Sébouville                                | Guigneville                 |         | à géolocaliser                   |                | |             | Image manquante Téléverser                                        |
| Église Saint-Martin de Guilly                                     | Guilly                      |         | 47° 48′ 14″ nord, 2° 16′ 33″ est | « IA00013321 » | |             | Église Saint-Martin de Guilly                                     |
| Église Saint-Sulpice de Gy-les-Nonains                            | Gy-les-Nonains              |         | 47° 56′ 51″ nord, 2° 51′ 07″ est | « PA00098794 » | Inscrit MH | 1925        | Église Saint-Sulpice de Gy-les-Nonains                            |
| Église Saint-Symphorien-et-Saint-Mamès de Gémigny                 | Gémigny                     |         | 47° 57′ 50″ nord, 1° 41′ 45″ est |                | |             | Église Saint-Symphorien-et-Saint-Mamès de Gémigny                 |
| Église Saint-Pierre-ès-Liens d'Huisseau-sur-Mauves                | Huisseau-sur-Mauves         |         | 47° 53′ 32″ nord, 1° 42′ 18″ est |                | |             | Église Saint-Pierre-ès-Liens d'Huisseau-sur-Mauves                |
| Église de Huisseau-sur-Mauves                                     | Huisseau-sur-Mauves         |         | 47° 53′ 34″ nord, 1° 42′ 17″ est |                | |             | Image manquante Téléverser                                        |
| Église Saint-Germain d'Huêtre                                     | Huêtre                      |         | 48° 01′ 08″ nord, 1° 47′ 47″ est |                | |             | Image manquante Téléverser                                        |
| Église Saint-Médard d'Ingrannes                                   | Ingrannes                   |         | 47° 59′ 28″ nord, 2° 12′ 53″ est |                | |             | Église Saint-Médard d'Ingrannes                                   |
| Église Saint-Loup d'Ingré                                         | Ingré                       |         | 47° 55′ 12″ nord, 1° 49′ 38″ est | « PA00098797 » | Inscrit MH Porte Renaissance actuellement murée, sur la façade occidentale du bas-côté Sud                                                                                       | 1925        | Église Saint-Loup d'Ingré                                         |
| Église Saint-Pierre d'Intville-la-Guétard                         | Intville-la-Guétard         |         | 48° 15′ 39″ nord, 2° 12′ 46″ est |                | |             | Église Saint-Pierre d'Intville-la-Guétard                         |
| Église Notre-Dame d'Isdes                                         | Isdes                       |         | 47° 40′ 17″ nord, 2° 15′ 20″ est | « IA00013306 » | |             | Église Notre-Dame d'Isdes                                         |
| Église Saint-Étienne de Jargeau                                   | Jargeau                     |         | 47° 51′ 59″ nord, 2° 07′ 21″ est | « PA00098798 » | Inscrit MH | 1932        | Église Saint-Étienne de Jargeau                                   |
| Église Saint-André-et-Saint-Saturnin de Jouy-en-Pithiverais       | Jouy-en-Pithiverais         |         | 48° 08′ 32″ nord, 2° 06′ 46″ est |                | |             | Église Saint-André-et-Saint-Saturnin de Jouy-en-Pithiverais       |
| Église Saint-Pierre de Jouy-le-Potier                             | Jouy-le-Potier              |         | 47° 44′ 46″ nord, 1° 48′ 37″ est | « PA00098799 » | Inscrit MH Portail Ouest | 1935        | Église Saint-Pierre de Jouy-le-Potier                             |
| Église Saint-Martin de Juranville                                 | Juranville                  |         | 48° 03′ 15″ nord, 2° 29′ 43″ est | « PA00098800 » | Inscrit MH | 1974        | Église Saint-Martin de Juranville                                 |
| Église Notre-Dame de La Bussière                                  | La Bussière                 |         | 47° 44′ 42″ nord, 2° 44′ 59″ est |                | |             | Église Notre-Dame de La Bussière                                  |
| Église Saint-Martin de La Chapelle-Onzerain                       | La Chapelle-Onzerain        |         | 48° 01′ 59″ nord, 1° 36′ 43″ est |                | |             | Image manquante Téléverser                                        |
| Église Saint-Mesmin de La Chapelle-Saint-Mesmin                   | La Chapelle-Saint-Mesmin    |         | 47° 53′ 13″ nord, 1° 50′ 36″ est | « PA00098732 » | Classé MH | 1862        | Église Saint-Mesmin de La Chapelle-Saint-Mesmin                   |
| Église Saint-Louis de La Chapelle-Saint-Sépulcre                  | La Chapelle-Saint-Sépulcre  |         | 48° 01′ 05″ nord, 2° 50′ 42″ est |                | |             | Église Saint-Louis de La Chapelle-Saint-Sépulcre                  |
| Église Saint-Loup-et-Saint-Roch de La Chapelle-sur-Aveyron        | La Chapelle-sur-Aveyron     |         | 47° 51′ 59″ nord, 2° 51′ 47″ est |                | |             | Église Saint-Loup-et-Saint-Roch de La Chapelle-sur-Aveyron        |
| Église Saint-Louis de La Cour-Marigny                             | La Cour-Marigny             |         | 47° 53′ 39″ nord, 2° 35′ 53″ est | « PA00132573 » | Inscrit MH | 1994        | Église Saint-Louis de La Cour-Marigny                             |
| Église Saint-Aubin de La Ferté-Saint-Aubin                        | La Ferté-Saint-Aubin        |         | 47° 42′ 39″ nord, 1° 56′ 29″ est | « PA00098777 » | Inscrit MH Tour du clocher | 1943        | Église Saint-Aubin de La Ferté-Saint-Aubin                        |
| Église Saint-Michel de La Ferté-Saint-Aubin                       | La Ferté-Saint-Aubin        |         | 47° 43′ 31″ nord, 1° 56′ 29″ est | « IA00013038 » | |             | Église Saint-Michel de La Ferté-Saint-Aubin                       |
| Église Saint-Amand de La Neuville-sur-Essonne                     | La Neuville-sur-Essonne     |         | 48° 11′ 13″ nord, 2° 22′ 32″ est | « PA00098831 » | Inscrit MH | 1931        | Église Saint-Amand de La Neuville-sur-Essonne                     |
| Église Saint-Sulpice de Ligerville                                | La Neuville-sur-Essonne     |         | 48° 11′ 10″ nord, 2° 22′ 04″ est | « PA45000033 » | Inscrit MH | 1928        | Image manquante Téléverser                                        |
| Église Saint-Pierre de La Selle-en-Hermoy                         | La Selle-en-Hermoy          |         | 48° 00′ 39″ nord, 2° 53′ 41″ est |                | |             | Église Saint-Pierre de La Selle-en-Hermoy                         |
| Église de la Très-Sainte-Trinité de La Selle-sur-le-Bied          | La Selle-sur-le-Bied        |         | 48° 03′ 48″ nord, 2° 53′ 45″ est | « PA00099020 » | Classé MH Les parois latérales de la nef, supportant des fresques du 15e siècle ; Inscrit MH L'église paroissiale en totalité, à l'exception des peintures murales déjà classées | 1960 ; 2009 | Église de la Très-Sainte-Trinité de La Selle-sur-le-Bied          |
| Église Saint-Loup de Saint-Loup-de-Gonois                         | La Selle-sur-le-Bied        |         | 48° 03′ 33″ nord, 2° 55′ 19″ est |                | |             | Église Saint-Loup de Saint-Loup-de-Gonois                         |
| Église Saint-Martin-et-Saint-Eutrope de Laas                      | Laas                        |         | 48° 07′ 12″ nord, 2° 13′ 00″ est | « IA45000222 » | |             | Image manquante Téléverser                                        |
| Église Saint-Hilaire de Ladon                                     | Ladon                       |         | 48° 00′ 08″ nord, 2° 32′ 08″ est | « PA00098801 » | Inscrit MH | 1931        | Église Saint-Hilaire de Ladon                                     |
| Église Saint-Sulpice de Lailly-en-Val                             | Lailly-en-Val               |         | 47° 44′ 27″ nord, 1° 43′ 40″ est | « IA45000072 » | |             | Église Saint-Sulpice de Lailly-en-Val                             |
| Église Saint-Georges ou Saint-Hitier de Langesse                  | Langesse                    |         | 47° 49′ 10″ nord, 2° 39′ 29″ est |                | |             | Image manquante Téléverser                                        |
| Église Saint-Vrain du Bardon                                      | Le Bardon                   |         | 47° 50′ 36″ nord, 1° 39′ 07″ est |                | |             | Église Saint-Vrain du Bardon                                      |
| Église Saint-Jean-Baptiste du Bignon-Mirabeau                     | Le Bignon-Mirabeau          |         | 48° 08′ 49″ nord, 2° 55′ 24″ est |                | |             | Église Saint-Jean-Baptiste du Bignon-Mirabeau                     |
| Église Saint-Eustache du Charme                                   | Le Charme                   |         | 47° 47′ 59″ nord, 2° 59′ 42″ est | « IA00124237 » | |             | Image manquante Téléverser                                        |
| Église Saint-Martin de Malesherbes                                | Le Malesherbois             |         | 48° 17′ 35″ nord, 2° 25′ 04″ est | « PA00098812 » | Inscrit MH | 1926        | Église Saint-Martin de Malesherbes                                |
| Église Saint-Barthélemy-et-Saint-Jean-Baptiste de Manchecourt     | Le Malesherbois             |         | 48° 14′ 16″ nord, 2° 20′ 36″ est |                | |             | Image manquante Téléverser                                        |
| Église Saint-Denis d'Orveau                                       | Le Malesherbois             |         | 48° 16′ 58″ nord, 2° 19′ 50″ est |                | |             | Image manquante Téléverser                                        |
| Église Saint-Eutrope-et-Saint-Martin de Labrosse                  | Le Malesherbois             |         | 48° 14′ 37″ nord, 2° 23′ 33″ est |                | |             | Image manquante Téléverser                                        |
| Église Saint-Laurent de Mainvilliers                              | Le Malesherbois             |         | 48° 18′ 03″ nord, 2° 16′ 47″ est |                | |             | Église Saint-Laurent de Mainvilliers                              |
| Église Saint-Martin de Nangeville                                 | Le Malesherbois             |         | 48° 18′ 35″ nord, 2° 19′ 21″ est |                | |             | Image manquante Téléverser                                        |
| Église Saint-Michel de Coudray                                    | Le Malesherbois             |         | 48° 16′ 21″ nord, 2° 22′ 08″ est |                | |             | Église Saint-Michel de Coudray                                    |
| Église Saint-Philippe du Moulinet-sur-Solin                       | Le Moulinet-sur-Solin       |         | 47° 50′ 12″ nord, 2° 37′ 28″ est |                | |             | Image manquante Téléverser                                        |
| Église Saint-Martin des Bordes                                    | Les Bordes                  |         | 47° 48′ 43″ nord, 2° 24′ 01″ est |                | |             | Image manquante Téléverser                                        |
| Église Saint-Cyr des Choux                                        | Les Choux                   |         | 47° 47′ 53″ nord, 2° 40′ 33″ est |                | |             | Église Saint-Cyr des Choux                                        |
| Église Saint-Martin de Ligny-le-Ribault                           | Ligny-le-Ribault            |         | 47° 41′ 02″ nord, 1° 46′ 57″ est | « IA00013082 » | |             | Église Saint-Martin de Ligny-le-Ribault                           |
| Église Saint-Gervais-et-Saint-Protais de Lion-en-Beauce           | Lion-en-Beauce              |         | 48° 08′ 00″ nord, 1° 56′ 04″ est |                | |             | Image manquante Téléverser                                        |
| Église Saint-Étienne de Lion-en-Sullias                           | Lion-en-Sullias             |         | 47° 43′ 33″ nord, 2° 29′ 20″ est | « PA00099056 » | Inscrit MH Façades et toitures ; caquetoir | 1992        | Église Saint-Étienne de Lion-en-Sullias                           |
| Église Saint-Baudèle de Lombreuil                                 | Lombreuil                   |         | 47° 56′ 29″ nord, 2° 37′ 52″ est |                | |             | Église Saint-Baudèle de Lombreuil                                 |
| Église Saint-Aignan-et-Saint-Sébastien de Lorcy                   | Lorcy                       |         | 48° 03′ 24″ nord, 2° 32′ 03″ est | « IA00013750 » | |             | Église Saint-Aignan-et-Saint-Sébastien de Lorcy                   |
| Église Notre-Dame de Lorris                                       | Lorris                      |         | 47° 53′ 24″ nord, 2° 30′ 52″ est | « PA00098805 » | Classé MH | 1908        | Église Notre-Dame de Lorris                                       |
| Église Saint-Bon-Saint-Dulcide de Loury                           | Loury                       |         | 48° 00′ 05″ nord, 2° 05′ 05″ est |                | |             | Église Saint-Bon-Saint-Dulcide de Loury                           |
| Église Saint-Martin de Louzouer                                   | Louzouer                    |         | 48° 02′ 19″ nord, 2° 53′ 02″ est |                | |             | Église Saint-Martin de Louzouer                                   |
| Église Sainte-Catherine de Léouville                              | Léouville                   |         | 48° 13′ 26″ nord, 2° 05′ 17″ est |                | |             | Église Sainte-Catherine de Léouville                              |
| Église Saint-Blaise-Saint-Étienne de Marcilly-en-Villette         | Marcilly-en-Villette        |         | 47° 45′ 53″ nord, 2° 01′ 19″ est | « IA00013107 » | |             | Image manquante Téléverser                                        |
| Église Saint-Martin de Mardié                                     | Mardié                      |         | 47° 53′ 10″ nord, 2° 03′ 24″ est | « PA00098814 » | Inscrit MH | 2006        | Église Saint-Martin de Mardié                                     |
| Église Saint-Georges de Mareau-aux-Bois                           | Mareau-aux-Bois             |         | 48° 06′ 13″ nord, 2° 11′ 18″ est | « PA00098815 » | Classé MH Clocher ; Inscrit MH Eglise (à l'exception du clocher classé) | 1920 ; 1928 | Église Saint-Georges de Mareau-aux-Bois                           |
| Église Saint-Hippolyte de Mareau-aux-Prés                         | Mareau-aux-Prés             |         | 47° 50′ 47″ nord, 1° 47′ 59″ est | « IA00013267 » | |             | Église Saint-Hippolyte de Mareau-aux-Prés                         |
| Église Saint-Saturnin de Marigny-les-Usages                       | Marigny-les-Usages          |         | 47° 57′ 24″ nord, 2° 01′ 00″ est |                | |             | Église Saint-Saturnin de Marigny-les-Usages                       |
| Église Saint-Germain de Marsainvilliers                           | Marsainvilliers             |         | 48° 13′ 11″ nord, 2° 16′ 59″ est | « IA45000368 » | |             | Image manquante Téléverser                                        |
| Église Notre-Dame de Melleroy                                     | Melleroy                    |         | 47° 53′ 43″ nord, 2° 57′ 12″ est | « PA00098816 » | Inscrit MH | 1947        | Église Notre-Dame de Melleroy                                     |
| Église Saint-Sébastien de Messas                                  | Messas                      |         | 47° 48′ 48″ nord, 1° 37′ 51″ est | « IA45000085 » | |             | Église Saint-Sébastien de Messas                                  |
| Collégiale Saint-Liphard de Meung-sur-Loire                       | Meung-sur-Loire             |         | 47° 49′ 26″ nord, 1° 41′ 42″ est | « PA00098819 » | Classé MH | 1840        | Collégiale Saint-Liphard de Meung-sur-Loire                       |
| Église de la Sainte-Trinité de Mignerette                         | Mignerette                  |         | 48° 03′ 23″ nord, 2° 35′ 49″ est |                | |             | Église de la Sainte-Trinité de Mignerette                         |
| Église Saint-Martin de Mignères                                   | Mignères                    |         | 48° 02′ 52″ nord, 2° 37′ 27″ est |                | |             | Image manquante Téléverser                                        |
| Église de la Madeleine de Montargis                               | Montargis                   |         | 47° 59′ 54″ nord, 2° 43′ 58″ est | « PA00098823 » | Classé MH Eglise, à l'exception du clocher ; Classé MH Tour-clocher | 1909 ; 2000 | Église de la Madeleine de Montargis                               |
| Église Notre-Dame des Cités de Montargis                          | Montargis                   |         | 48° 00′ 00″ nord, 2° 43′ 18″ est |                | |             | Image manquante Téléverser                                        |
| Église Saint-Martin-et-Saint-Bon de Montbarrois                   | Montbarrois                 |         | 48° 02′ 43″ nord, 2° 24′ 12″ est | « IA00013756 » | |             | Église Saint-Martin-et-Saint-Bon de Montbarrois                   |
| Église Notre-Dame de Montbouy                                     | Montbouy                    |         | 47° 51′ 39″ nord, 2° 49′ 13″ est | « PA00098825 » | Inscrit MH | 1967        | Église Notre-Dame de Montbouy                                     |
| Église Saint-Léger de Montcresson                                 | Montcresson                 |         | 47° 54′ 22″ nord, 2° 48′ 25″ est | « PA00098827 » | Classé MH | 1909        | Église Saint-Léger de Montcresson                                 |
| Église Saint-Pierre de Montereau                                  | Montereau                   |         | 47° 51′ 23″ nord, 2° 34′ 24″ est |                | |             | Église Saint-Pierre de Montereau                                  |
| Église Saint-Aignan de Montigny                                   | Montigny                    |         | 48° 06′ 46″ nord, 2° 06′ 32″ est |                | |             | Église Saint-Aignan de Montigny                                   |
| Église Notre-Dame de Montliard                                    | Montliard                   |         | 48° 01′ 09″ nord, 2° 23′ 44″ est | « PA00098829 » | Inscrit MH | 1925        | Église Notre-Dame de Montliard                                    |
| Église Saint-Denis de Mormant-sur-Vernisson                       | Mormant-sur-Vernisson       |         | 47° 56′ 52″ nord, 2° 44′ 16″ est |                | |             | Église Saint-Denis de Mormant-sur-Vernisson                       |
| Église Saint-Germain-et-Sainte-Barbe de Morville-en-Beauce        | Morville-en-Beauce          |         | 48° 15′ 01″ nord, 2° 10′ 25″ est |                | |             | Image manquante Téléverser                                        |
| Église Saint-Sulpice de Moulon                                    | Moulon                      |         | 48° 01′ 14″ nord, 2° 35′ 30″ est |                | |             | Église Saint-Sulpice de Moulon                                    |
| Église Notre-Dame de Ménestreau-en-Villette                       | Ménestreau-en-Villette      |         | 47° 41′ 58″ nord, 2° 01′ 20″ est | « PA45000043 » | Inscrit MH | 2015        | Église Notre-Dame de Ménestreau-en-Villette                       |
| Église Saint-Aignan de Mérinville                                 | Mérinville                  |         | 48° 04′ 54″ nord, 2° 56′ 32″ est | « PA00098817 » | Inscrit MH Porche | 1929        | Église Saint-Aignan de Mérinville                                 |
| Église Saint-Benoît-et-Saint-Blaise de Mézières-en-Gâtinais       | Mézières-en-Gâtinais        |         | 48° 02′ 06″ nord, 2° 29′ 21″ est |                | |             | Église Saint-Benoît-et-Saint-Blaise de Mézières-en-Gâtinais       |
| Église Saint-Avit de Mézières-lez-Cléry                           | Mézières-lez-Cléry          |         | 47° 49′ 06″ nord, 1° 48′ 10″ est | « IA00013270 » | |             | Église Saint-Avit de Mézières-lez-Cléry                           |
| Église Saint-Denis de Nancray-sur-Rimarde                         | Nancray-sur-Rimarde         |         | 48° 04′ 08″ nord, 2° 20′ 02″ est | « IA00013781 » | |             | Image manquante Téléverser                                        |
| Église Saint-Germain de Nargis                                    | Nargis                      |         | 48° 06′ 39″ nord, 2° 45′ 24″ est |                | |             | Église Saint-Germain de Nargis                                    |
| Église Saint-Martin de Nesploy                                    | Nesploy                     |         | 47° 59′ 47″ nord, 2° 21′ 42″ est |                | |             | Église Saint-Martin de Nesploy                                    |
| Église Saint-Symphorien de Neuville-aux-Bois                      | Neuville-aux-Bois           |         | 48° 04′ 06″ nord, 2° 03′ 13″ est | « PA00098830 » | Inscrit MH | 1971        | Église Saint-Symphorien de Neuville-aux-Bois                      |
| Église Saint-Jean-Baptiste de Neuvy-en-Sullias                    | Neuvy-en-Sullias            |         | 47° 47′ 44″ nord, 2° 14′ 44″ est | « IA00013538 » | |             | Église Saint-Jean-Baptiste de Neuvy-en-Sullias                    |
| Église Notre-Dame de Nevoy                                        | Nevoy                       |         | 47° 42′ 46″ nord, 2° 34′ 54″ est |                | |             | Image manquante Téléverser                                        |
| Église Saint-Sauveur de Nibelle                                   | Nibelle                     |         | 48° 01′ 23″ nord, 2° 19′ 38″ est | « IA00013790 » | |             | Église Saint-Sauveur de Nibelle                                   |
| Église Saint-Martin de Nogent-sur-Vernisson                       | Nogent-sur-Vernisson        |         | 47° 50′ 46″ nord, 2° 44′ 30″ est | « IA00124271 » | |             | Église Saint-Martin de Nogent-sur-Vernisson                       |
| Église Saint-Pierre-et-Saint-Genou de Noyers                      | Noyers                      |         | 47° 54′ 53″ nord, 2° 31′ 25″ est |                | |             | Église Saint-Pierre-et-Saint-Genou de Noyers                      |
| Église Saint-Sulpice-et-Saint-Éloi d'Oison                        | Oison                       |         | 48° 08′ 16″ nord, 1° 58′ 10″ est |                | |             | Image manquante Téléverser                                        |
| Église Saint-Martin d'Olivet                                      | Olivet                      |         | 47° 52′ 01″ nord, 1° 53′ 31″ est | « PA00098835 » | Inscrit MH | 2008        | Église Saint-Martin d'Olivet                                      |
| Église Notre-Dame du Val d'Olivet                                 | Olivet                      |         | 47° 52′ 22″ nord, 1° 54′ 06″ est |                | |             | Image manquante Téléverser                                        |
| Église Saint-Léger d'Ondreville-sur-Essonne                       | Ondreville-sur-Essonne      |         | 48° 12′ 01″ nord, 2° 24′ 31″ est |                | |             | Église Saint-Léger d'Ondreville-sur-Essonne                       |
| Cathédrale Sainte-Croix d'Orléans                                 | Orléans                     |         | 47° 54′ 07″ nord, 1° 54′ 37″ est | « PA00098836 » | Classé MH | 1862        | Cathédrale Sainte-Croix d'Orléans                                 |
| Collégiale Saint-Aignan d'Orléans                                 | Orléans                     |         | 47° 53′ 57″ nord, 1° 54′ 55″ est | « PA00098843 » | Classé MH | 1910        | Collégiale Saint-Aignan d'Orléans                                 |
| Église Notre-Dame-de-Recouvrance d'Orléans                        | Orléans                     |         | 47° 53′ 56″ nord, 1° 54′ 02″ est | « PA00098842 » | Classé MH | 1918        | Église Notre-Dame-de-Recouvrance d'Orléans                        |
| Église Saint-Euverte d'Orléans                                    | Orléans                     |         | 47° 54′ 10″ nord, 1° 55′ 04″ est | « PA00098844 » | Classé MH | 1933        | Église Saint-Euverte d'Orléans                                    |
| Église Saint-Pierre-le-Puellier d'Orléans                         | Orléans                     |         | 47° 53′ 55″ nord, 1° 54′ 42″ est | « PA00098847 » | Inscrit MH | 1925        | Église Saint-Pierre-le-Puellier d'Orléans                         |
| Église Saint-Pierre du Martroi                                    | Orléans                     |         | 47° 54′ 08″ nord, 1° 54′ 21″ est | « PA00098846 » | Classé MH | 1942        | Église Saint-Pierre du Martroi                                    |
| Église Saint-Paul d'Orléans                                       | Orléans                     |         | 47° 53′ 59″ nord, 1° 54′ 08″ est | « PA00098845 » | Classé MH Tour ; Classé MH Façade Sud dite chapelle des Miracles ; façade Nord                                                                                                   | 1908 ; 1960 | Église Saint-Paul d'Orléans                                       |
| Église Notre-Dame-de-la-Consolation d'Orléans                     | Orléans                     |         | 47° 55′ 44″ nord, 1° 53′ 44″ est |                | |             | Église Notre-Dame-de-la-Consolation d'Orléans                     |
| Église Saint-Donatien d'Orléans                                   | Orléans                     |         | 47° 53′ 56″ nord, 1° 54′ 27″ est |                | |             | Église Saint-Donatien d'Orléans                                   |
| Église Sainte-Jeanne-d'Arc d'Orléans                              | Orléans                     |         | 47° 54′ 51″ nord, 1° 54′ 30″ est |                | |             | Église Sainte-Jeanne-d'Arc d'Orléans                              |
| Église Saint-Jean-Bosco d'Orléans                                 | Orléans                     |         | 47° 54′ 50″ nord, 1° 55′ 58″ est |                | |             | Église Saint-Jean-Bosco d'Orléans                                 |
| Église Saint-Laurent d'Orléans                                    | Orléans                     |         | 47° 53′ 56″ nord, 1° 53′ 31″ est |                | |             | Église Saint-Laurent d'Orléans                                    |
| Église Saint-Vincent d'Orléans                                    | Orléans                     |         | 47° 54′ 23″ nord, 1° 54′ 49″ est |                | |             | Église Saint-Vincent d'Orléans                                    |
| Église Saint-Marc d'Orléans                                       | Orléans                     |         | 47° 54′ 18″ nord, 1° 55′ 22″ est |                | |             | Église Saint-Marc d'Orléans                                       |
| Église Saint-Marceau d'Orléans                                    | Orléans                     |         | 47° 53′ 23″ nord, 1° 54′ 23″ est |                | |             | Église Saint-Marceau d'Orléans                                    |
| Église Saint-Paterne d'Orléans                                    | Orléans                     |         | 47° 54′ 24″ nord, 1° 54′ 09″ est |                | |             | Église Saint-Paterne d'Orléans                                    |
| Église Notre-Dame des Blossières                                  | Orléans                     |         | 47° 55′ 06″ nord, 1° 53′ 45″ est |                | |             | Image manquante Téléverser                                        |
| Église Notre-Dame des Foyers d'Orléans                            | Orléans                     |         | 47° 54′ 15″ nord, 1° 52′ 52″ est |                | |             | Image manquante Téléverser                                        |
| Église Notre-Dame-des-Miracles d'Orléans                          | Orléans                     |         | 47° 54′ 00″ nord, 1° 54′ 08″ est |                | |             | Église Notre-Dame-des-Miracles d'Orléans                          |
| Église Saint-Yves d'Orléans-la-Source                             | Orléans                     |         | 47° 49′ 59″ nord, 1° 55′ 45″ est |                | |             | Image manquante Téléverser                                        |
| Ancienne église Saint-Samson d'Orléans                            | Orléans                     |         | 47° 54′ 28″ nord, 1° 54′ 45″ est |                | |             | Ancienne église Saint-Samson d'Orléans                            |
| Église Notre-Dame d'Ormes                                         | Ormes                       |         | 47° 56′ 32″ nord, 1° 49′ 02″ est |                | |             | Église Notre-Dame d'Ormes                                         |
| Église Saint-Séverin d'Orville                                    | Orville                     |         | 48° 14′ 35″ nord, 2° 26′ 17″ est |                | |             | Image manquante Téléverser                                        |
| Église Saint-Hilaire d'Ousson-sur-Loire                           | Ousson-sur-Loire            |         | 47° 35′ 18″ nord, 2° 47′ 13″ est |                | |             | Image manquante Téléverser                                        |
| Église Saint-Pierre d'Oussoy-en-Gâtinais                          | Oussoy-en-Gâtinais          |         | 47° 54′ 26″ nord, 2° 38′ 32″ est |                | |             | Église Saint-Pierre d'Oussoy-en-Gâtinais                          |
| Église Saint-Aignan d'Outarville                                  | Outarville                  |         | 48° 12′ 42″ nord, 2° 01′ 14″ est | « PA00098980 » | Inscrit MH | 1935        | Église Saint-Aignan d'Outarville                                  |
| Église Saint-Aignan de Teillay-le-Gaudin                          | Outarville                  |         | 48° 11′ 04″ nord, 1° 58′ 43″ est |                | |             | Image manquante Téléverser                                        |
| Église Saint-Maur de Faronville                                   | Outarville                  |         | 48° 12′ 44″ nord, 2° 03′ 04″ est |                | |             | Image manquante Téléverser                                        |
| Église Saint-Pierre-ès-Liens de Saint-Péravy-Épreux               | Outarville                  |         | 48° 13′ 24″ nord, 1° 58′ 50″ est |                | |             | Église Saint-Pierre-ès-Liens de Saint-Péravy-Épreux               |
| Église Saint-Pierre-et-Saint-Sébastien d'Allainville-en-Beauce    | Outarville                  |         | 48° 14′ 17″ nord, 2° 03′ 31″ est |                | |             | Église Saint-Pierre-et-Saint-Sébastien d'Allainville-en-Beauce    |
| Église Saint-Pierre-Saint-Laurent d'Ouvrouer-les-Champs           | Ouvrouer-les-Champs         |         | 47° 49′ 57″ nord, 2° 10′ 47″ est | « IA00013549 » | |             | Image manquante Téléverser                                        |
| Église Saint-Martin d'Ouzouer-des-Champs                          | Ouzouer-des-Champs          |         | 47° 52′ 57″ nord, 2° 42′ 11″ est |                | |             | Église Saint-Martin d'Ouzouer-des-Champs                          |
| Église Saint-Denis d'Ouzouer-sous-Bellegarde                      | Ouzouer-sous-Bellegarde     |         | 47° 59′ 35″ nord, 2° 28′ 00″ est | « PA00098981 » | Inscrit MH | 1928        | Église Saint-Denis d'Ouzouer-sous-Bellegarde                      |
| Église Saint-Martin d'Ouzouer-sur-Loire                           | Ouzouer-sur-Loire           |         | 47° 45′ 59″ nord, 2° 28′ 50″ est |                | |             | Église Saint-Martin d'Ouzouer-sur-Loire                           |
| Église Saint-Martin d'Ouzouer-sur-Trézée                          | Ouzouer-sur-Trézée          |         | 47° 40′ 21″ nord, 2° 48′ 31″ est | « PA00098983 » | Classé MH | 1910        | Église Saint-Martin d'Ouzouer-sur-Trézée                          |
| Église Saint-Liphard de Pannecières                               | Pannecières                 |         | 48° 17′ 35″ nord, 2° 08′ 49″ est |                | |             | Image manquante Téléverser                                        |
| Église Saint-Pierre-ès-Liens de Pannes                            | Pannes                      |         | 48° 01′ 08″ nord, 2° 40′ 01″ est | « PA00098985 » | Inscrit MH | 1987        | Église Saint-Pierre-ès-Liens de Pannes                            |
| Église Saint-André de Patay                                       | Patay                       |         | 48° 02′ 51″ nord, 1° 41′ 42″ est | « PA00098986 » | Inscrit MH | 1925        | Église Saint-André de Patay                                       |
| Église Saint-Martin-et-Saint-Sébastien de Paucourt                | Paucourt                    |         | 48° 02′ 04″ nord, 2° 47′ 32″ est |                | |             | Église Saint-Martin-et-Saint-Sébastien de Paucourt                |
| Église Saint-Loup de Pers-en-Gâtinais                             | Pers-en-Gâtinais            |         | 48° 06′ 59″ nord, 2° 54′ 23″ est |                | |             | Église Saint-Loup de Pers-en-Gâtinais                             |
| Église Saint-Amateur de Pierrefitte-ès-Bois                       | Pierrefitte-ès-Bois         |         | 47° 30′ 28″ nord, 2° 42′ 59″ est |                | |             | Église Saint-Amateur de Pierrefitte-ès-Bois                       |
| Collégiale Saint-Georges de Pithiviers                            | Pithiviers                  |         | 48° 10′ 26″ nord, 2° 15′ 30″ est | « PA00098988 » | Inscrit MH Collégiale, sauf parties classées ; Classé MH Collégiale | 1928 ; 1986 | Collégiale Saint-Georges de Pithiviers                            |
| Église Saint-Salomon et Saint-Grégoire de Pithiviers              | Pithiviers                  |         | 48° 10′ 27″ nord, 2° 15′ 20″ est | « PA00098989 » | Classé MH | 1912        | Église Saint-Salomon et Saint-Grégoire de Pithiviers              |
| Église Saint-Gervais-et-Saint-Protais de Pithiviers-le-Vieil      | Pithiviers-le-Vieil         |         | 48° 09′ 44″ nord, 2° 12′ 36″ est | « PA00098991 » | Inscrit MH | 1928        | Église Saint-Gervais-et-Saint-Protais de Pithiviers-le-Vieil      |
| Église Saint-Benoît de Bouzonville-en-Beauce                      | Pithiviers-le-Vieil         |         | 48° 12′ 20″ nord, 2° 13′ 36″ est | « IA45000208 » | |             | Image manquante Téléverser                                        |
| Église Saint-Pierre de Poilly-lez-Gien                            | Poilly-lez-Gien             |         | 47° 40′ 45″ nord, 2° 35′ 39″ est |                | |             | Église Saint-Pierre de Poilly-lez-Gien                            |
| Église Saint-Pierre-Saint-Paul de Presnoy                         | Presnoy                     |         | 47° 57′ 23″ nord, 2° 33′ 17″ est |                | |             | Image manquante Téléverser                                        |
| Église Saint-Pierre de Pressigny-les-Pins                         | Pressigny-les-Pins          |         | 47° 52′ 53″ nord, 2° 45′ 03″ est | « IA00124280 » | |             | Église Saint-Pierre de Pressigny-les-Pins                         |
| Église Saint-Jean-Baptiste de Préfontaines                        | Préfontaines                |         | 48° 06′ 31″ nord, 2° 41′ 27″ est | « PA00098992 » | Classé MH Le porche ; Inscrit MH Les façades et les toitures, à l'exception du porche déjà classé                                                                                | 1909 ; 2013 | Église Saint-Jean-Baptiste de Préfontaines                        |
| Église Notre-Dame de Puiseaux                                     | Puiseaux                    |         | 48° 12′ 16″ nord, 2° 28′ 19″ est | « PA00098994 » | Classé MH | 1862        | Église Notre-Dame de Puiseaux                                     |
| Église Saint-Pierre-ès-Liens de Quiers-sur-Bézonde                | Quiers-sur-Bezonde          |         | 48° 00′ 02″ nord, 2° 26′ 15″ est |                | |             | Église Saint-Pierre-ès-Liens de Quiers-sur-Bézonde                |
| Église Saint-Pierre-ès-Liens-et-Saint-Jean-Baptiste de Ramoulu    | Ramoulu                     |         | 48° 13′ 35″ nord, 2° 17′ 41″ est |                | |             | Image manquante Téléverser                                        |
| Église Notre-Dame de Rebréchien                                   | Rebréchien                  |         | 47° 59′ 13″ nord, 2° 02′ 38″ est |                | |             | Église Notre-Dame de Rebréchien                                   |
| Église Saint-Jean-Baptiste de Rouvres-Saint-Jean                  | Rouvres-Saint-Jean          |         | 48° 19′ 23″ nord, 2° 12′ 43″ est |                | |             | Église Saint-Jean-Baptiste de Rouvres-Saint-Jean                  |
| Église Saint-Martin de Rozières-en-Beauce                         | Rozières-en-Beauce          |         | 47° 56′ 30″ nord, 1° 42′ 08″ est |                | |             | Église Saint-Martin de Rozières-en-Beauce                         |
| Église Saint-Pierre de Rozoy-le-Vieil                             | Rozoy-le-Vieil              |         | 48° 07′ 26″ nord, 2° 56′ 45″ est | « PA00098996 » | Classé MH | 1942        | Église Saint-Pierre de Rozoy-le-Vieil                             |
| Église Saint-Ythier-et-Saint-Sébastien de Ruan                    | Ruan                        |         | 48° 06′ 42″ nord, 1° 56′ 20″ est |                | |             | Image manquante Téléverser                                        |
| Église Saint-Aignan de Saint-Aignan-le-Jaillard                   | Saint-Aignan-le-Jaillard    |         | 47° 44′ 34″ nord, 2° 26′ 20″ est | « IA00013342 » | |             | Image manquante Téléverser                                        |
| Église Saint-Ay de Saint-Ay                                       | Saint-Ay                    |         | 47° 51′ 28″ nord, 1° 45′ 12″ est | « PA00098998 » | Inscrit MH Chœur ; les deux chapelles latérales et les deux travées de la nef précédant le chœur                                                                                 | 1928        | Église Saint-Ay de Saint-Ay                                       |
| Abbatiale Saint-Benoît de Saint-Benoît-sur-Loire                  | Saint-Benoît-sur-Loire      |         | 47° 48′ 34″ nord, 2° 18′ 21″ est |                | |             | Abbatiale Saint-Benoît de Saint-Benoît-sur-Loire                  |
| Église Saint-Pierre-et-Saint-Brice de Saint-Brisson-sur-Loire     | Saint-Brisson-sur-Loire     |         | 47° 38′ 54″ nord, 2° 41′ 05″ est |                | |             | Église Saint-Pierre-et-Saint-Brice de Saint-Brisson-sur-Loire     |
| Église Saint-Cyr de Saint-Cyr-en-Val                              | Saint-Cyr-en-Val            |         | 47° 49′ 55″ nord, 1° 58′ 08″ est |                | |             | Église Saint-Cyr de Saint-Cyr-en-Val                              |
| Église Saint-Denis de Saint-Denis-de-l'Hôtel                      | Saint-Denis-de-l'Hôtel      |         | 47° 52′ 12″ nord, 2° 07′ 42″ est |                | |             | Église Saint-Denis de Saint-Denis-de-l'Hôtel                      |
| Église Saint-Denis de Saint-Denis-en-Val                          | Saint-Denis-en-Val          |         | 47° 52′ 47″ nord, 1° 56′ 16″ est |                | |             | Église Saint-Denis de Saint-Denis-en-Val                          |
| Église Saint-Firmin de Saint-Firmin-des-Bois                      | Saint-Firmin-des-Bois       |         | 47° 57′ 58″ nord, 2° 54′ 42″ est |                | |             | Église Saint-Firmin de Saint-Firmin-des-Bois                      |
| Église Saint-Firmin de Saint-Firmin-sur-Loire                     | Saint-Firmin-sur-Loire      |         | 47° 37′ 35″ nord, 2° 43′ 54″ est |                | |             | Église Saint-Firmin de Saint-Firmin-sur-Loire                     |
| Église Saint-Florent de Saint-Florent (Loiret)                    | Saint-Florent               |         | 47° 41′ 23″ nord, 2° 28′ 35″ est | « IA00013354 » | |             | Église Saint-Florent de Saint-Florent (Loiret)                    |
| Église Saint-Germain de Saint-Germain-des-Prés (Loiret)           | Saint-Germain-des-Prés      |         | 47° 57′ 12″ nord, 2° 50′ 54″ est | « PA00099006 » | Inscrit MH Portail Nord de la façade Ouest | 1929        | Église Saint-Germain de Saint-Germain-des-Prés (Loiret)           |
| Église Saint-Gondon de Saint-Gondon                               | Saint-Gondon                |         | 47° 41′ 55″ nord, 2° 32′ 31″ est |                | |             | Église Saint-Gondon de Saint-Gondon                               |
| Église Saint-Hilaire de Saint-Hilaire-Saint-Mesmin                | Saint-Hilaire-Saint-Mesmin  |         | 47° 51′ 56″ nord, 1° 49′ 40″ est | « PA00099010 » | Inscrit MH Clocher et porche | 1928        | Église Saint-Hilaire de Saint-Hilaire-Saint-Mesmin                |
| Église Saint-Hilaire de Saint-Hilaire-les-Andrésis                | Saint-Hilaire-les-Andrésis  |         | 48° 03′ 12″ nord, 3° 00′ 37″ est |                | |             | Église Saint-Hilaire de Saint-Hilaire-les-Andrésis                |
| Église Saint-Hilaire de Saint-Hilaire-sur-Puiseaux                | Saint-Hilaire-sur-Puiseaux  |         | 47° 54′ 04″ nord, 2° 42′ 19″ est |                | |             | Église Saint-Hilaire de Saint-Hilaire-sur-Puiseaux                |
| Église Saint-Jean-Baptiste de Saint-Jean-de-Braye                 | Saint-Jean-de-Braye         |         | 47° 54′ 14″ nord, 1° 57′ 51″ est | « PA00099011 » | Classé MH | 1910        | Église Saint-Jean-Baptiste de Saint-Jean-de-Braye                 |
| Église Saint-Dominique de l'Espère                                | Saint-Jean-de-la-Ruelle     |         | 47° 54′ 17″ nord, 1° 52′ 23″ est |                | |             | Image manquante Téléverser                                        |
| Église Saint-Jean-Baptiste de Saint-Jean-de-la-Ruelle             | Saint-Jean-de-la-Ruelle     |         | 47° 54′ 15″ nord, 1° 52′ 22″ est |                | |             | Église Saint-Jean-Baptiste de Saint-Jean-de-la-Ruelle             |
| Église Saint-Jean-Baptiste de Saint-Jean-le-Blanc                 | Saint-Jean-le-Blanc         |         | 47° 53′ 33″ nord, 1° 54′ 59″ est |                | |             | Église Saint-Jean-Baptiste de Saint-Jean-le-Blanc                 |
| Église Saint-Loup de Saint-Loup-des-Vignes                        | Saint-Loup-des-Vignes       |         | 48° 02′ 29″ nord, 2° 25′ 19″ est | « PA00099012 » | Inscrit MH | 1925        | Image manquante Téléverser                                        |
| Église Saint-Lyé de Saint-Lyé-la-Forêt                            | Saint-Lyé-la-Forêt          |         | 48° 02′ 31″ nord, 1° 58′ 49″ est |                | |             | Église Saint-Lyé de Saint-Lyé-la-Forêt                            |
| Église Saint-Martin de Saint-Martin-d'Abbat                       | Saint-Martin-d'Abbat        |         | 47° 51′ 24″ nord, 2° 15′ 56″ est |                | |             | Église Saint-Martin de Saint-Martin-d'Abbat                       |
| Église Saint-Martin de Saint-Martin-sur-Ocre                      | Saint-Martin-sur-Ocre       |         | 47° 39′ 35″ nord, 2° 39′ 32″ est |                | |             | Église Saint-Martin de Saint-Martin-sur-Ocre                      |
| Église Saint-Maurice de Saint-Maurice-sur-Aveyron                 | Saint-Maurice-sur-Aveyron   |         | 47° 50′ 56″ nord, 2° 55′ 33″ est | « PA00099015 » | Inscrit MH Portail | 1926        | Église Saint-Maurice de Saint-Maurice-sur-Aveyron                 |
| Église Saint-Maurice de Saint-Maurice-sur-Fessard                 | Saint-Maurice-sur-Fessard   |         | 47° 59′ 32″ nord, 2° 37′ 08″ est | « PA00099016 » | Inscrit MH | 2010        | Église Saint-Maurice de Saint-Maurice-sur-Fessard                 |
| Église Saint-Michel de Saint-Michel (Loiret)                      | Saint-Michel                |         | 48° 04′ 05″ nord, 2° 22′ 45″ est | « IA00013823 » | |             | Image manquante Téléverser                                        |
| Église Saint-Pryvat de Saint-Pryvé-Saint-Mesmin                   | Saint-Pryvé-Saint-Mesmin    |         | 47° 52′ 55″ nord, 1° 52′ 06″ est |                | |             | Église Saint-Pryvat de Saint-Pryvé-Saint-Mesmin                   |
| Église Saint-Pierre de Saint-Père-sur-Loire                       | Saint-Père-sur-Loire        |         | 47° 46′ 15″ nord, 2° 22′ 12″ est | « IA00013367 » | |             | Église Saint-Pierre de Saint-Père-sur-Loire                       |
| Église Saint-Pierre-et-Saint-Sébastien de Saint-Péravy-la-Colombe | Saint-Péravy-la-Colombe     |         | 48° 00′ 06″ nord, 1° 41′ 59″ est |                | |             | Église Saint-Pierre-et-Saint-Sébastien de Saint-Péravy-la-Colombe |
| Église Saint-Sigismond de Saint-Sigismond (Loiret)                | Saint-Sigismond             |         | 47° 58′ 52″ nord, 1° 40′ 48″ est |                | |             | Église Saint-Sigismond de Saint-Sigismond (Loiret)                |
| Église Sainte-Geneviève de Sainte-Geneviève-des-Bois (Loiret)     | Sainte-Geneviève-des-Bois   |         | 47° 49′ 07″ nord, 2° 49′ 17″ est | « IA00124290 » | |             | Église Sainte-Geneviève de Sainte-Geneviève-des-Bois (Loiret)     |
| Église Saint-Aignan-Saint-Patrice de Sandillon                    | Sandillon                   |         | 47° 50′ 45″ nord, 2° 01′ 58″ est | « IA00013561 » | |             | Église Saint-Aignan-Saint-Patrice de Sandillon                    |
| Église Saint-Germain de Santeau                                   | Santeau                     |         | 48° 05′ 20″ nord, 2° 09′ 29″ est | « IA45000213 » | |             | Église Saint-Germain de Santeau                                   |
| Église Saint-Martin de Saran                                      | Saran                       |         | 47° 57′ 01″ nord, 1° 52′ 33″ est |                | |             | Église Saint-Martin de Saran                                      |
| Église Saint-Saturnin de Sceaux-du-Gâtinais                       | Sceaux-du-Gâtinais          |         | 48° 06′ 18″ nord, 2° 35′ 44″ est |                | |             | Église Saint-Saturnin de Sceaux-du-Gâtinais                       |
| Église de l'Immaculée-Conception de Seichebrières                 | Seichebrières               |         | 47° 58′ 10″ nord, 2° 16′ 03″ est |                | |             | Église de l'Immaculée-Conception de Seichebrières                 |
| Église Notre-Dame de Semoy                                        | Semoy                       |         | 47° 55′ 55″ nord, 1° 57′ 00″ est |                | |             | Église Notre-Dame de Semoy                                        |
| Église Saint-Jean-Baptiste-et-Saint-Léger de Sennely              | Sennely                     |         | 47° 40′ 38″ nord, 2° 08′ 49″ est | « IA00013185 » | |             | Église Saint-Jean-Baptiste-et-Saint-Léger de Sennely              |
| Église Saint-Martin-et-Saint-Loup de Sermaises                    | Sermaises                   |         | 48° 17′ 43″ nord, 2° 12′ 15″ est | « PA00099022 » | Classé MH | 1908        | Église Saint-Martin-et-Saint-Loup de Sermaises                    |
| Église Saint-Martin-Saint-Genou de Sigloy                         | Sigloy                      |         | 47° 50′ 01″ nord, 2° 13′ 32″ est | « IA00013575 » | |             | Image manquante Téléverser                                        |
| Église Saint-Pierre de Solterre                                   | Solterre                    |         | 47° 54′ 21″ nord, 2° 44′ 32″ est | « PA00099023 » | Inscrit MH Chœur | 1931        | Église Saint-Pierre de Solterre                                   |
| Église Saint-Germain de Sougy                                     | Sougy                       |         | 48° 03′ 15″ nord, 1° 47′ 21″ est |                | |             | Église Saint-Germain de Sougy                                     |
| Église Saint-Sulpice de Sully-la-Chapelle                         | Sully-la-Chapelle           |         | 47° 58′ 33″ nord, 2° 10′ 55″ est |                | |             | Église Saint-Sulpice de Sully-la-Chapelle                         |
| Église Saint-Germain de Sully-sur-Loire                           | Sully-sur-Loire             |         | 47° 45′ 58″ nord, 2° 22′ 02″ est | « PA00099025 » | Inscrit MH | 1939        | Église Saint-Germain de Sully-sur-Loire                           |
| Église Saint-Ythier de Sully-sur-Loire                            | Sully-sur-Loire             |         | 47° 45′ 56″ nord, 2° 22′ 36″ est | « PA00099026 » | Inscrit MH | 1940        | Église Saint-Ythier de Sully-sur-Loire                            |
| Église Saint-Georges de Sury-aux-Bois                             | Sury-aux-Bois               |         | 47° 57′ 54″ nord, 2° 20′ 32″ est |                | |             | Église Saint-Georges de Sury-aux-Bois                             |
| Église Saint-Jean-Baptiste-et-Saint-Martin de Tavers              | Tavers                      |         | 47° 45′ 25″ nord, 1° 36′ 55″ est | « IA45000110 » | |             | Église Saint-Jean-Baptiste-et-Saint-Martin de Tavers              |
| Église Saint-Pierre-et-Saint-Marcou de Thignonville               | Thignonville                |         | 48° 16′ 52″ nord, 2° 10′ 24″ est | « PA00099032 » | Inscrit MH Chœur | 1931        | Église Saint-Pierre-et-Saint-Marcou de Thignonville               |
| Église Saint-Germain de Thimory                                   | Thimory                     |         | 47° 55′ 19″ nord, 2° 36′ 03″ est |                | |             | Église Saint-Germain de Thimory                                   |
| Église Saint-Jean-Baptiste de Thorailles                          | Thorailles                  |         | 48° 01′ 25″ nord, 2° 53′ 57″ est | « PA00099033 » | Inscrit MH | 1931        | Église Saint-Jean-Baptiste de Thorailles                          |
| Église Saint-Loup de Thou                                         | Thou                        |         | 47° 34′ 43″ nord, 2° 54′ 37″ est |                | |             | Église Saint-Loup de Thou                                         |
| Église Saint-Martin de Tigy                                       | Tigy                        |         | 47° 47′ 43″ nord, 2° 12′ 03″ est | « IA00013582 » | |             | Église Saint-Martin de Tigy                                       |
| Église Saint-Étienne de Tivernon                                  | Tivernon                    |         | 48° 09′ 21″ nord, 1° 55′ 45″ est |                | |             | Image manquante Téléverser                                        |
| Église Saint-Laurent de Tournoisis                                | Tournoisis                  |         | 48° 00′ 12″ nord, 1° 37′ 52″ est |                | |             | Église Saint-Laurent de Tournoisis                                |
| Église Saint-Pierre de Traînou                                    | Traînou                     |         | 47° 58′ 28″ nord, 2° 06′ 10″ est |                | |             | Église Saint-Pierre de Traînou                                    |
| Église Saint-Pierre de Treilles-en-Gâtinais                       | Treilles-en-Gâtinais        |         | 48° 04′ 34″ nord, 2° 39′ 42″ est | « PA00099034 » | Inscrit MH | 1971        | Église Saint-Pierre de Treilles-en-Gâtinais                       |
| Église Saint-Martin de Triguères                                  | Triguères                   |         | 47° 56′ 20″ nord, 2° 59′ 13″ est | « PA00099035 » | Inscrit MH | 1925        | Église Saint-Martin de Triguères                                  |
| Église Saint-Denis-et-Saint-Éloi de Trinay                        | Trinay                      |         | 48° 05′ 08″ nord, 1° 57′ 14″ est |                | |             | Image manquante Téléverser                                        |
| Église Saint-Martin de Vannes-sur-Cosson                          | Vannes-sur-Cosson           |         | 47° 42′ 46″ nord, 2° 12′ 43″ est | « IA00013599 » | |             | Église Saint-Martin de Vannes-sur-Cosson                          |
| Église Notre-Dame de Varennes-Changy                              | Varennes-Changy             |         | 47° 51′ 57″ nord, 2° 39′ 34″ est |                | |             | Église Notre-Dame de Varennes-Changy                              |
| Église Saint-Symphorien de Vennecy                                | Vennecy                     |         | 47° 57′ 11″ nord, 2° 03′ 17″ est |                | |             | Église Saint-Symphorien de Vennecy                                |
| Église Saint-Pierre de Vieilles-Maisons-sur-Joudry                | Vieilles-Maisons-sur-Joudry |         | 47° 53′ 06″ nord, 2° 26′ 43″ est |                | |             | Église Saint-Pierre de Vieilles-Maisons-sur-Joudry                |
| Église Saint-Martin de Vienne-en-Val                              | Vienne-en-Val               |         | 47° 48′ 03″ nord, 2° 08′ 07″ est | « IA00013621 » | |             | Église Saint-Martin de Vienne-en-Val                              |
| Église Saint-André de Viglain                                     | Viglain                     |         | 47° 43′ 42″ nord, 2° 18′ 07″ est | « IA00013372 » | |             | Image manquante Téléverser                                        |
| Église Saint-Germain de Villamblain                               | Villamblain                 |         | 48° 00′ 34″ nord, 1° 33′ 05″ est |                | |             | Image manquante Téléverser                                        |
| Église Saint-Didier de Villemandeur                               | Villemandeur                |         | 47° 59′ 27″ nord, 2° 42′ 32″ est |                | |             | Église Saint-Didier de Villemandeur                               |
| Église Saint-Nicolas de Villemoutiers                             | Villemoutiers               |         | 47° 59′ 41″ nord, 2° 33′ 22″ est | « PA00099036 » | Inscrit MH Clocher | 1931        | Église Saint-Nicolas de Villemoutiers                             |
| Église Saint-Pierre de Villemurlin                                | Villemurlin                 |         | 47° 41′ 10″ nord, 2° 20′ 04″ est | « IA00013428 » | |             | Église Saint-Pierre de Villemurlin                                |
| Église Saint-Pierre-et-Saint-Marcou de Villeneuve-sur-Conie       | Villeneuve-sur-Conie        |         | 48° 02′ 39″ nord, 1° 39′ 04″ est |                | |             | Image manquante Téléverser                                        |
| Église Notre-Dame de Villereau                                    | Villereau                   |         | 48° 04′ 11″ nord, 1° 59′ 25″ est |                | |             | Église Notre-Dame de Villereau                                    |
| Église Saint-Germain de Villevoques                               | Villevoques                 |         | 48° 01′ 49″ nord, 2° 37′ 39″ est |                | |             | Image manquante Téléverser                                        |
| Église Saint-Pierre de Villorceau                                 | Villorceau                  |         | 47° 48′ 03″ nord, 1° 35′ 48″ est | « IA45000093 » | |             | Image manquante Téléverser                                        |
| Église Saint-Pierre de Vimory                                     | Vimory                      |         | 47° 56′ 57″ nord, 2° 41′ 20″ est | « PA00099037 » | Inscrit MH Clocher | 1925        | Église Saint-Pierre de Vimory                                     |
| Église Saint-Médard de Vitry-aux-Loges                            | Vitry-aux-Loges             |         | 47° 56′ 25″ nord, 2° 15′ 58″ est |                | |             | Image manquante Téléverser                                        |
| Église Notre-Dame de Vrigny                                       | Vrigny                      |         | 48° 04′ 59″ nord, 2° 14′ 35″ est | « IA45000205 » | |             | Église Notre-Dame de Vrigny                                       |
| Église Sainte-Brigide d'Yèvre-la-Ville                            | Yèvre-la-Ville              |         | 48° 08′ 46″ nord, 2° 19′ 40″ est | « PA00099040 » | Inscrit MH | 1988        | Église Sainte-Brigide d'Yèvre-la-Ville                            |
| Église Saint-Gault d'Yèvre-le-Châtel                              | Yèvre-la-Ville              |         | 48° 09′ 38″ nord, 2° 20′ 07″ est | « PA00099041 » | Inscrit MH | 1925        | Église Saint-Gault d'Yèvre-le-Châtel                              |
| Église Saint-Médard d'Échilleuses                                 | Échilleuses                 |         | 48° 09′ 53″ nord, 2° 26′ 39″ est |                | |             | Image manquante Téléverser                                        |
| Église Notre-Dame-et-Saint-Abdon d'Égry                           | Égry                        |         | 48° 06′ 14″ nord, 2° 26′ 18″ est | « IA00013726 » | |             | Image manquante Téléverser                                        |
| Église Saint-Privat d'Épieds-en-Beauce                            | Épieds-en-Beauce            |         | 47° 56′ 55″ nord, 1° 37′ 05″ est |                | |             | Église Saint-Privat d'Épieds-en-Beauce                            |

## Culteorthodoxe
| Église                                                 | Commune            | Adresse | Coordonnées                      | Notice | Protection | Date | Illustration               |
| ------------------------------------------------------ | ------------------ | ------- | -------------------------------- | ------ | ---------- | ---- | -------------------------- |
| Église orthodoxe russe de la Sainte-Trinité de Vesines | Châlette-sur-Loing |         | 48° 01′ 08″ nord, 2° 42′ 40″ est |        |            |      | Image manquante Téléverser |

## Culteprotestant
| Église                                   | Commune             | Adresse | Coordonnées                      | Notice         | Protection | Date | Illustration                         |
| ---------------------------------------- | ------------------- | ------- | -------------------------------- | -------------- | ---------- | ---- | ------------------------------------ |
| Temple de Bricy                          | Bricy               |         | 47° 59′ 57″ nord, 1° 46′ 46″ est |                |            |      | Image manquante Téléverser           |
| Église réformée de Châtillon-Coligny     | Châtillon-Coligny   |         | 47° 49′ 19″ nord, 2° 50′ 48″ est |                |            |      | Église réformée de Châtillon-Coligny |
| Temple protestant de Châtillon-sur-Loire | Châtillon-sur-Loire |         | 47° 35′ 27″ nord, 2° 45′ 10″ est | « PA45000040 » | Inscrit MH | 2012 | Image manquante Téléverser           |
| Temple protestant d'Orléans              | Orléans             |         | 47° 54′ 01″ nord, 1° 54′ 32″ est | « PA00098977 » | Inscrit MH | 1975 | Temple protestant d'Orléans          |
| Temple protestant de Patay               | Patay               |         | 48° 02′ 57″ nord, 1° 41′ 39″ est |                |            |      | Image manquante Téléverser           |